# Ернест Гросс
Ернест Гросс (фр. Ernest Gross, 22 грудня 1902, Страсбург — 8 грудня 1986, Страсбург) — французький футболіст, що грав на позиції півзахисника за «Ред Стар» (Страсбург) та національну збірну Франції.

## Клубна кар'єра
На клубному рівні грав за «Ред Стар» з рідного Страсбурга. 

## Виступи за збірну
1924 року дебютував в офіційних матчах у складі національної збірної Франції.
У складі збірної був учасником  футбольного турніру на Олімпійських іграх 1924 року у Парижі.
Загалом протягом дворічної кар'єри в національній команді провів у її формі 5 матчів, забивши один гол.
Помер 8 грудня 1986 року на 84-му році життя в рідному Страсбурзі.